# Xperia
Xperia es el nombre de la familia de teléfonos inteligentes y tabletas de la marca Sony. El nombre Xperia se deriva de la palabra «experience», combinada con la terminación «ia».

## Historia

### Inicios

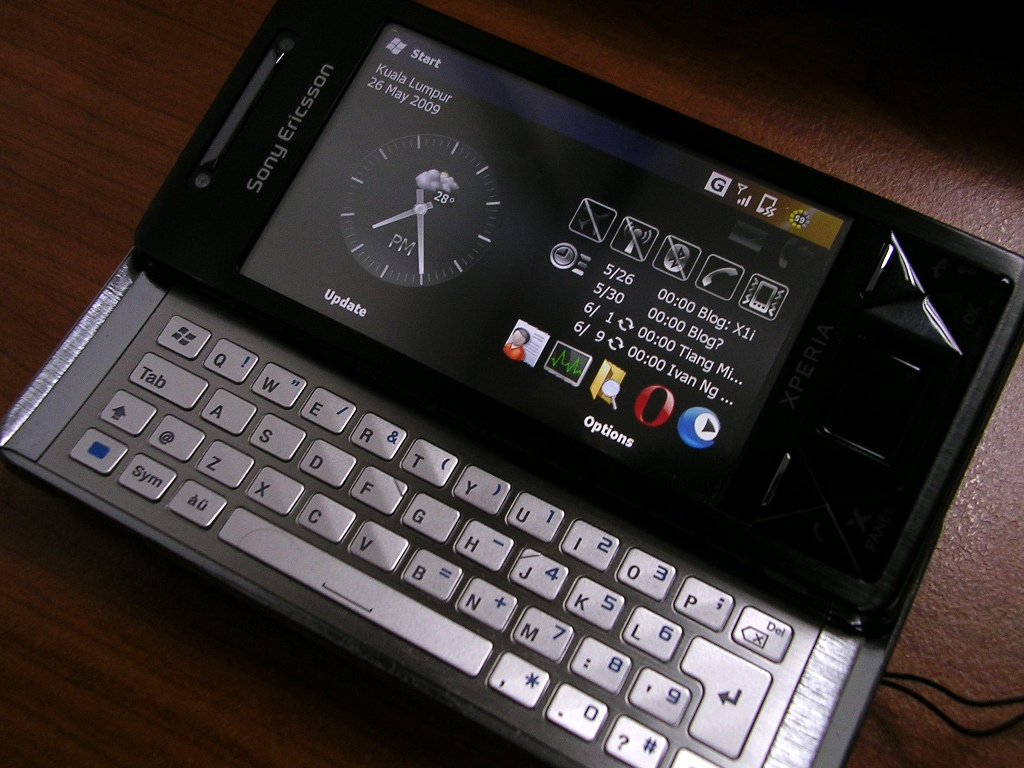
Xperia X1

El primer teléfono inteligente de la familia Xperia fue el Xperia X1, lanzado en octubre de 2008 con el eslogan "I (Sony Ericsson) Xperia the best". El Xperia X1 fue un dispositivo de gama alta orientado hacia el sector profesional y desarrollado con la intención de llenar la brecha cada vez mayor de los teléfonos inteligentes que otros competidores como HTC y Apple estaban produciendo. Contaba con características poderosas como su procesador Qualcomm a 528Mhz, RAM de 256, pantalla de 3 pulgadas en alta resolución (311 ppi), Wi-Fi, GPS, red 3G, así como el sistema operativo móvil, Windows Mobile 6.1, lo cual marcaba el comienzo de una sociedad entre Sony Ericsson y Microsoft; sobre esto, el vicepresidente Corporativo de Mercadotecnia de Microsoft Mobile Communications Business, Todd Peters, mencionó:

«Estamos encantados en asociarnos con Sony Ericsson y lanzar nuestra plataforma Windows Mobile en el Xperia X1... 460 millones de usuarios de Windows Live pueden usar este dispositivo y aprovechar la experiencia con la que están acostumbrados diariamente.»

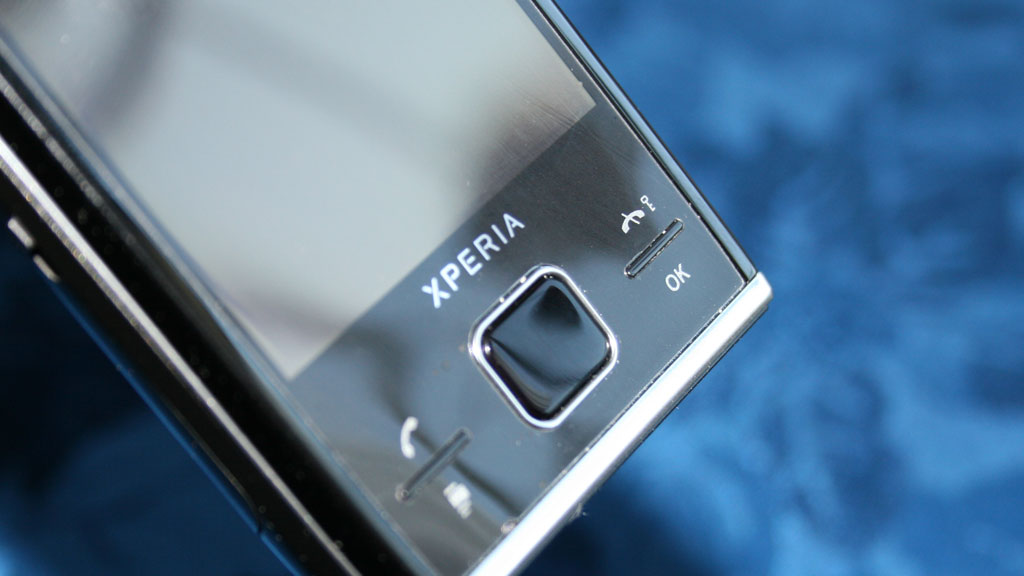
Xperia X2

El Xperia X2 fue lanzado en septiembre de 2009, este dispositivo supuso una evolución moderada en cuanto a su predecesor, el X1, ya que incluía un procesador y RAM similares, pero con una cámara de 8.1 megapixeles con flash LED, una cámara frontal VGA para videollamadas y una pantalla OLED de 3.2 pulgadas. Sony Ericsson continuó apostando por el sistema operativo de Microsoft, incorporando Windows Mobile 6.5 Professional en este teléfono.
El Xperia Pureness fue lanzado en noviembre de 2009 en algunos pocos países. Este teléfono tiene como principal característica el contar con una pantalla translúcida monocromática de 1.8 pulgadas, así como las funciones básicas de un teléfono móvil. Su lanzamiento fue solo para muy pocos operadores.

### Apuesta por Android

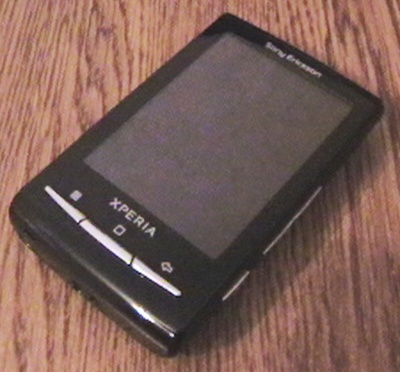
Xperia X10 Mini

El sistema operativo Android, de Google, había logrado una aceptación favorable desde su salida a la luz en 2009, logrando un crecimiento exponencial y atrayendo la atención de los fabricantes de dispositivos. Tal fue el caso de Sony Ericsson, que decidió cambiar de rumbo, dejando el sistema Windows Mobile de Microsoft, y apostando totalmente por Android.
El Xperia X10 fue lanzado en marzo de 2010, convirtiéndose en el primero de la familia Xperia en incluir el sistema operativo Android. El teléfono fue elogiado por su diseño, pero un punto en contra fue utilizar la versión 1.6 (Donut) de Android, mientras que sus competidores estaban utilizando 2.1 (Eclair), así como en la demora de las actualizaciones del firmware. El teléfono también carecía de la función pinch to zoom o pellizcar para acercar, pero esta se añadió más tarde, así como la grabación de vídeo en alta definición. El Xperia X10 Mini y el Xperia X10 Mini Pro son, como su nombre indica, las versiones en miniatura del Xperia X10. Estos fueron recibidos con una buena respuesta y demostraron ser muy populares ya que no había otros teléfonos inteligentes del mercado en ese momento que fueran tan pequeños como los dos.

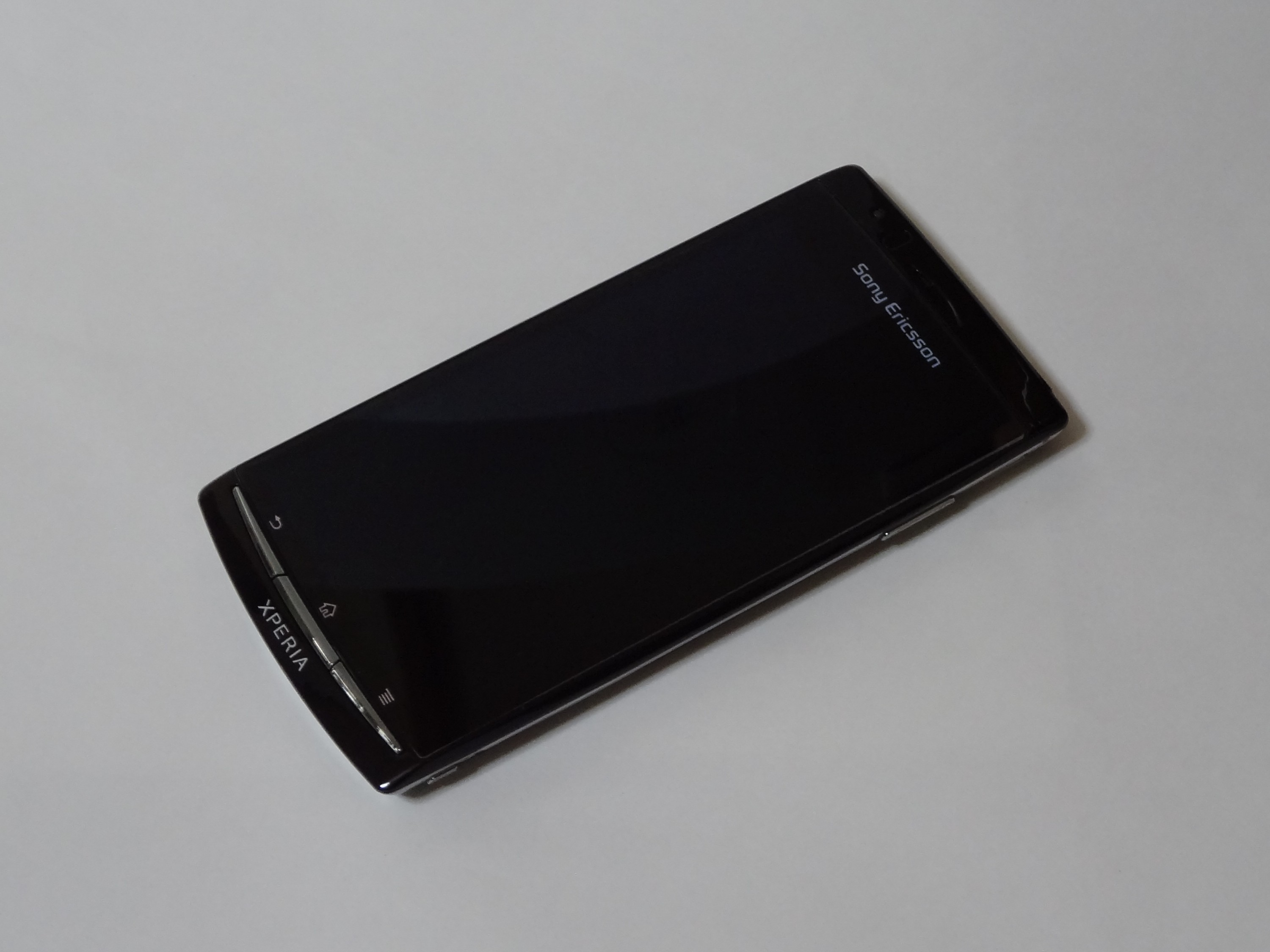
Xperia X12

El Xperia X8 fue lanzado en septiembre de 2010, este teléfono sería una revisión del Xperia X10, que corregía algunos fallos presentes en este último.

### Sony adquiere Sony Ericsson
El 16 de febrero de 2012, Sony anunció que había llevado a cabo la transacción para adquirir el 50% de participación de Ericsson de la sociedad Sony Ericsson Mobile Communications, transacción que se había anunciado conjuntamente el 27 de octubre de 2011. Sony, ya con el total de las acciones de Sony Ericsson, decide cambiar el nombre de la subsidiaria a Sony Mobile Communications.

### Serie NXT
En el Consumer Electronics Show celebrado en enero de 2012, Sony anunció el cambio de nombre de la división de telefonía móvil llamándose ahora Sony Mobile Communications, así como la presentación de dos nuevos dispositivos de la familia Xperia bajo una serie llamada NXT. El primer teléfono inteligente presentado fue el Xperia Ion, un dispositivo con conexión a redes LTE o 4G, aunque disponible solo en Estados Unidos con la operadora AT&T. El siguiente móvil presentado fue el Xperia S, un móvil de gama alta que se convertiría en el primer modelo de la serie NXT y con características que incluyen una pantalla en alta definición reality display de 4.3 pulgadas, procesador Qualcomm dual-core a 1,5 Ghz, cámara de 12 megapixeles capaz de capturar fotografías panorámicas en 3D y grabación de video en 1080p.

## Sony Ericsson
Lanzamiento de equipos Xperia bajo la marca Sony Ericsson:

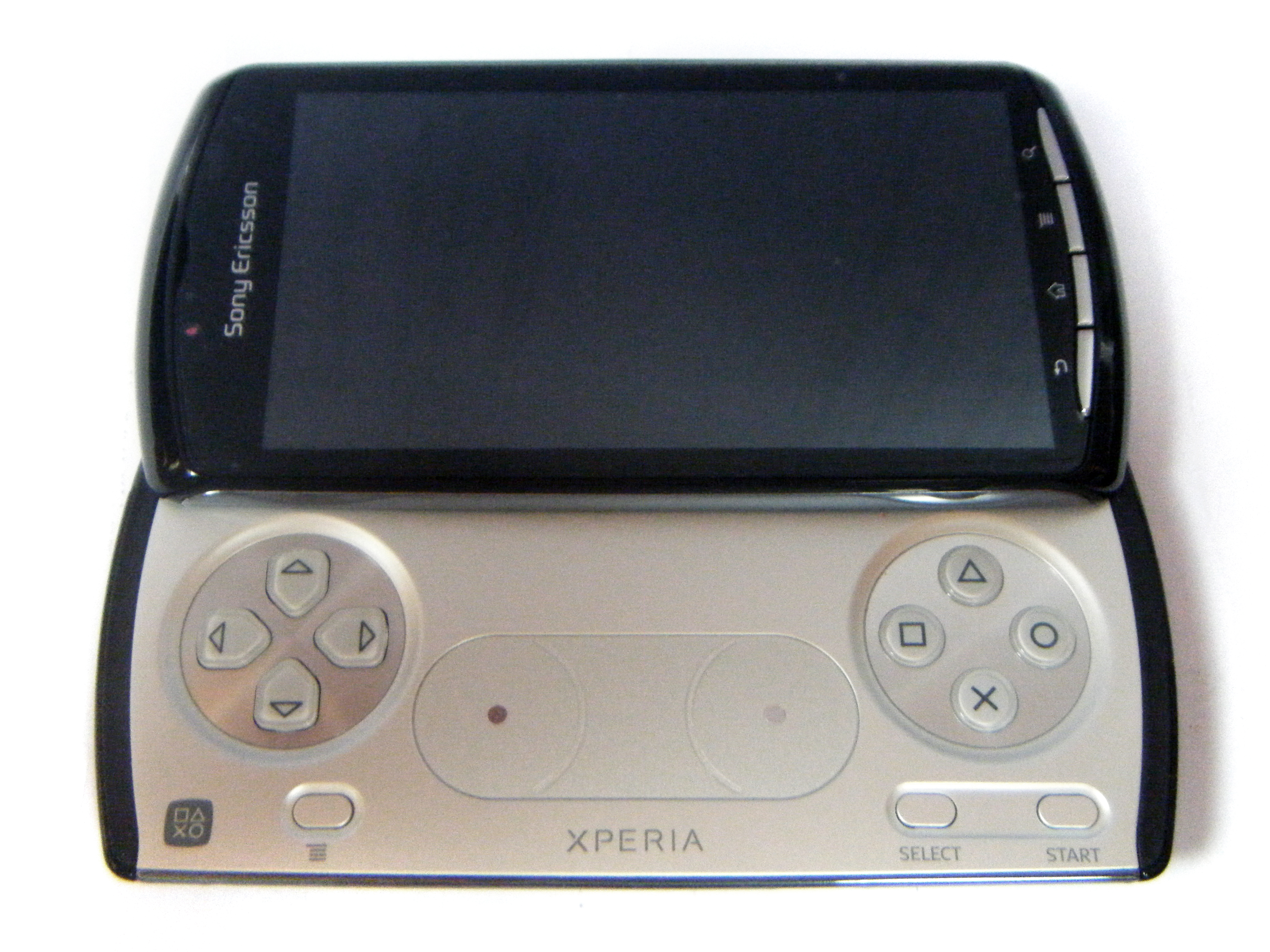
Xperia Play

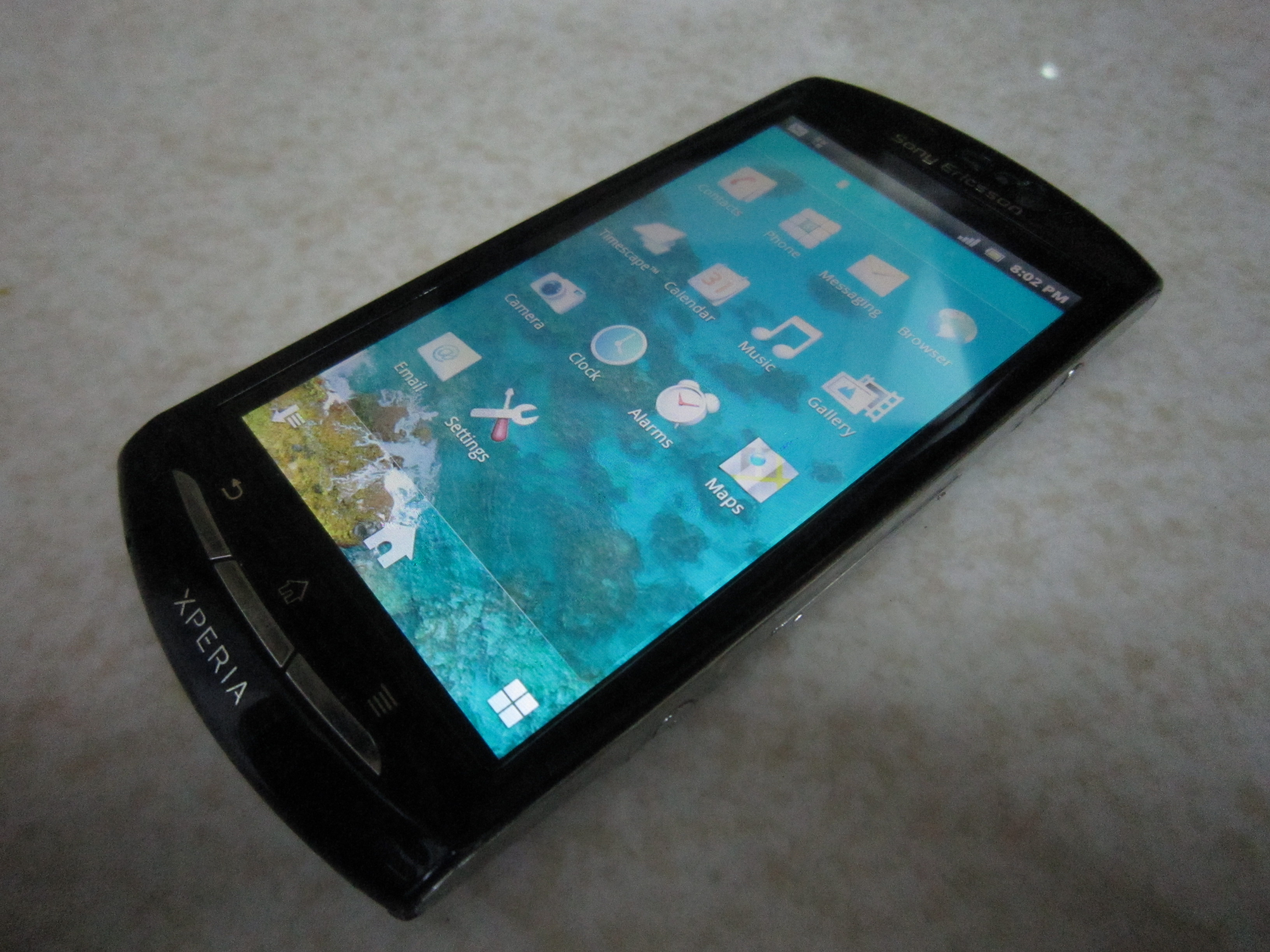
Xperia Neo

### Teléfonos inteligentes
- Xperia X1 - Lanzado en octubre de 2008, con Windows Phone 6.1/6.5
- Xperia X2 - Lanzado en septiembre de 2009, con |Windows Phone 6.5/7.5
- Xperia Pureness[13] - (X5) Lanzado en noviembre de 2009.
- Xperia X10 - (X10 Rachael) Lanzado en marzo de 2010, con Android 1.6/2.1/2.3/4.0
- Xperia X10 Mini - (E10 Robyn) Lanzado en mayo de 2010, con Android 1.6/2.1
- Xperia X10 Mini Pro - (U20 Mimmi) Lanzado el mayo de 2010, con Android 1.6/2.1
- Xperia X8 - (E15 Shakira) Lanzado en junio de 2010, con Android 1.6/2.1/2.3
- Xperia Arc - (LT15i Anzu) Lanzado en enero de 2011, con Android 2.3/4.0.4
- Xperia Play - (R800 Zeus) Lanzado en febrero de 2011, con Android 2.3
- Xperia Neo - (MT15i Hallon) Lanzado en febrero de 2011, con Android 2.3/4.0.4
- Xperia Pro - (MK16i Hallon) Lanzado en febrero de 2011, con Android 2.3/4.0.4
- Xperia Acro - (SO-02C) Lanzado en junio de 2011, con Android 2.3
- Xperia active - (ST17). Lanzado en junio de 2011, con Android 2.3.4
- Xperia Mini - (ST15i Smultron) Lanzado en agosto de 2011, con Android 2.3/4.0.4
- Xperia Mini Pro - (SK17i Mango) Lanzado en agosto de 2011, con Android 2.3/4.0/4.1.2 cm10
- Live with Walkman - (WT19i Coconut) Lanzado en septiembre de 2011, con Android 2.3/4.0.4
- Xperia Ray - (ST18i Urushi) Lanzado en septiembre de 2011, con Android 2.3/4.0.4
- Xperia Arc S - (LT18i Ayame) Lanzado en octubre de 2011, con Android 2.3/4.0.4

## Sony
Lanzamiento de equipos Xperia bajo la marca Sony:

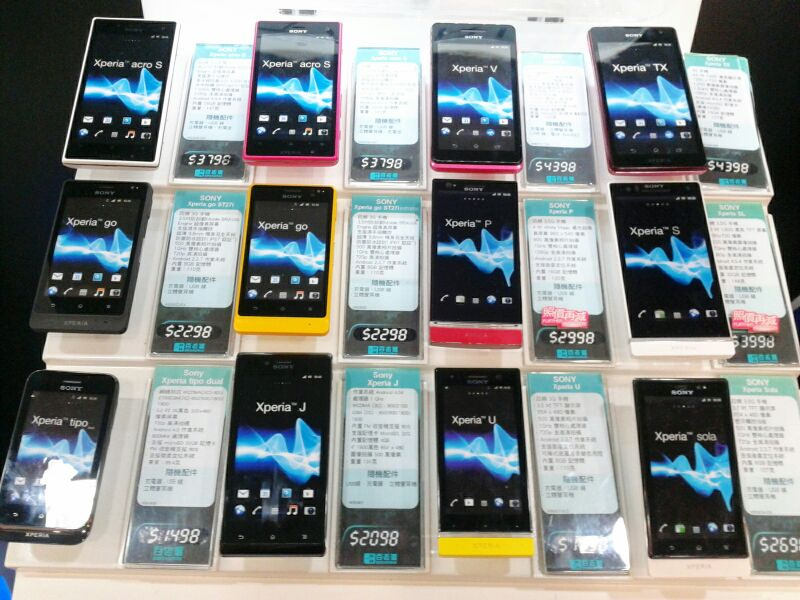
Series Xperia

### Teléfonos inteligentes
- Xperia Ion - (LT28) Lanzado en enero de 2012, con Android 2.3/4.0/4.1
- Xperia S - (LT26i Nozomi) Lanzado el 5 de marzo de 2012, con Android 2.3/4.0/4.1
- Xperia Neo - (MT25i) Lanzado en marzo de 2012, con Android 4.0
- Xperia sola - (MT27) Lanzado el 13 de marzo de 2012, con Android 2.3/4.0
- Xperia P - (LT22 Nypon) Lanzado el 27 de mayo de 2012, con Android 2.3/4.0/4.1
- Xperia U - (ST25 Kumquat) Lanzado el 27 de mayo de 2012, con Android 2.3/4.0
- Xperia Miro - (ST23) Lanzado en julio de 2012, con Android 4.0
- Xperia Go - (ST27) Lanzado en julio de 2012, con Android 4.0/4.1.2
- Xperia Acro S - (LT26w) lanzado en agosto de 2012, con Android 4.0/4.1
- Xperia SL - (LT26ii) Lanzado el agosto de 2012, con Android 4.0/4.1
- Xperia tipo[14] - (ST21) Lanzado en agosto de 2012, con Android 4.0.4
- Xperia T - (LT30) Lanzado en octubre de 2012, con Android 4.0/4.1/4.3
- Xperia TX - (LT29) Lanzado en 2012, agosto con Android 4.0/4.1/4.3
- Xperia J - (ST26) Lanzado el 30 de noviembre de 2012, con Android 4.0/4.1
- Xperia V - (LT25) Lanzado en diciembre de 2012, con Android 4.0/4.1/4.3

### 2013
- Xperia Z - (L36h) Lanzado el 9 de febrero de 2013, con android 4.1.2/4.2/4.3/4.4/5.0.2/5.1.1
- Xperia E - Lanzado en marzo de 2013, con Android 4.0/4.1
- Xperia ZL -  Lanzado el 7 de enero de 2013, con Android 4.1.2/4.2/4.4/5.0
- Xperia ZR - Lanzado el 13 de mayo de 2013, con Android 4.1.2
- Xperia SP - (M35h,C530X) Lanzado el 18 de marzo de 2013, con Android 4.1.2/4.3
- Xperia L - Lanzado en mayo de 2013, con Android 4.1.2/4.2.2

### 2014
- Xperia M - Ya fue lanzado, con Android 4.1/4.3
- Sony Xperia Z Ultra - Ya fue lanzado, con Android 4.2/4.3/4.4/5.0.2/5.1.1
- Sony Xperia Z1 - Ya fue lanzado, con Android 4.2/4.3/4.4/5.0.2/5.1.1
- Sony Xperia Z1 Compact - Ya fue lanzado, con Android 4.3/4.4/5.0.2/5.1.1
- Sony Xperia T2 Ultra - Ya fue lanzado, con Android 4.3/4.4.2/4.4.4/5.0.2/5.1.1
- Sony Xperia E1 - Fue lanzado en 2014, con Android 4.3/4.4
- Sony Xperia M2 - Lanzado el 24 de febrero de 2014, con Android 4.3/4.4/ 5.1.1
- Sony Xperia Z2 - Lanzado el 24 de febrero de 2014, con Android 4.4.2/4.4.3/4.4.4/5.0.2/5.1.1
- Sony Xperia T3 - Lanzado el 25 de julio de 2014, con Android 4.4.4
- Sony Xperia C3 - Lanzado el 19 de agosto de 2014, con Android 4.4/5.0.2/5.1.1
- Sony Xperia C3 Dual - Lanzado en 2014
- Sony Xperia M2 Aqua - Lanzado en julio de 2014, con Android 4.4/5.1.1
- Sony Xperia Z3 - Lanzado el 3 de septiembre de 2014, con Android 4.4/5.0.2/5.1.1
- Sony Xperia Z3 Dual - Lanzado en 2014
- Sony Xperia Z3 Compact - Lanzado el 3 de septiembre de 2014, con Android 4.4/5.0.2/5.1.1/6.0.1
- Sony Xperia Z3+ - Lanzado en 2014
- Sony Xperia Z3+ Dual - Lanzado en 2014
- Sony Xperia E3 - Lanzado el 3 de septiembre de 2014, con Android, 4.4.4 KitKat
- Sony Xperia E3 Dual - Lanzado en 2014

### 2015
- Sony Xperia E4 - Lanzado en 2015, con Android
- Sony Xperia E4 Dual - Lanzado en 2015
- Sony Xperia E4G - Lanzado el 24 de febrero de 2015, con Android 4.4.4/Próximamente 5.1 Lollipop
- Sony Xperia E4G Dual - Lanzado el 24 de febrero de 2015, con Android 4.4.4/Próximamente 5.1 Lollipop
- Sony Xperia M4 Aqua - Lanzado el 2 de marzo, con Android 5.0.2
- Sony Xperia M4 Aqua Dual - Lanzado en 2015
- Sony Xperia C4 - Lanzado el 6 de mayo, con Android 5.0.2
- Sony Xperia C4 Dual - Lanzado en 2015
- Sony Xperia C5 Ultra -Lanzado en 2015
- Sony Xperia C5 Ultra Dual - Lanzado el 3 de agosto de 2015, con Android 5.0.2
- Sony Xperia M5 - Lanzado en 2015
- Sony Xperia M5 Dual - Lanzado en 2015
- Sony Xperia M5 Aqua - Lanzado el 3 de agosto de 2015, con Android 5.0.2
- Sony Xperia Z5 - Lanzado el 2 de septiembre, con Android 5.1.1/ Próximamente Android 6.0 Mashmallow
- Sony Xperia Z5 Premium - Lanzado el 2 de septiembre, con Android 5.1.1/ Próximamente Android 6.0 Mashmallow
- Sony Xperia Z5 Compact - Lanzado el 2 de septiembre, con Android 5.1.1/Próximamente Android 6.0 Mashmallow

### 2016
- Sony Xperia Z5 Dual - Lanzado en 2016, con Android 5.1.1/ Próximamente Android 6.0 Mashmallow
- Sony Xperia Z5 Premium Dual - Lanzado en 2016, con Android 5.1.1/ Próximamente Android 6.0 Mashmallow
- Sony Xperia X - Lanzado en 2016
- Sony Xperia XA - Lanzado el 22 de febrero de 2016, trae preinstalado Android 6.0.1 "Marshmallow" con la interfaz de Sony
- Sony Xperia X Performance - Lanzado en 2016
- Sony Xperia XA Ultra - Lanzado en 2016
- Sony Xperia E5 - Lanzado en 2016
- Sony Xperia X Compact - Lanzado en 2016
- Sony Xperia XZ - Lanzado en 2016

### 2017
- Sony Xperia XZ1 - Lanzado en 2017
- Sony Xperia XA1 Ultra - Lanzado en 2017
- Sony Xperia XA1 - Lanzado en 2017
- Sony Xperia XA1 Plus - Lanzado en 2017
- Sony Xperia XZs - Lanzado en 2017
- Sony Xperia XZ Premium - Lanzado en 2017
- Sony Xperia XZ1 Compact - Lanzado en 2017
- Sony Xperia L1 - Lanzado en 2017

### 2018
- Sony Xperia XZ2 - Lanzado en 2018
- Sony Xperia XA2 - Lanzado en 2018
- Sony Xperia XA2 Ultra - Lanzado en 2018
- Sony Xperia XZ2 Premium - Lanzado en 2018
- Sony Xperia L2 - Lanzado en 2018
- Sony Xperia XZ3 - Lanzado en 2018

### 2019
| Nombre         | Modelos                                         | Lanzamiento            | Notas |
| -------------- | ----------------------------------------------- | ---------------------- | ----- |
| Sony Xperia 1  | J8110 J8170 J9110 J9150 SO-03L SOV40 802SO      | 12 de julio de 2019    |       |
| Sony Xperia 10 | I3113 I4113 I4193 I3123 I3213 I4213 I4293 I3223 | 27 de febrero de 2019  |       |
| Sony Xperia 5  | J8210 J8270 J9210 J9260 SO-01M SOV41 901SO      | 5 de noviembre de 2019 |       |

### 2020
| Nombre            | Modelos                                             | Lanzamiento            | Notas |
| ----------------- | --------------------------------------------------- | ---------------------- | ----- |
| Sony Xperia 1 II  | XQ-AT42 XQ-AT51 XQ-AT52 XQ-AT72 SO-51A SOG01        | 21 de octubre de 2020  |       |
| Sony Xperia 10 II | XQ-AU42 XQ-AU51 XQ-AU52 SO-41A SOV43 A001SO         | 24 de febrero de 2020  |       |
| Sony Xperia 5 II  | XQ-AS42 XQ-AS52 XQ-AS62 XQ-AS72 SO-52A SOG02 A002SO | 4 de diciembre de 2020 |       |

### 2021
| Nombre             | Modelos                             | Lanzamiento             | Notas |
| ------------------ | ----------------------------------- | ----------------------- | --- |
| Sony Xperia 1 III  | XQ-BC52 XQ-BC62                     | 25 de agosto de 2021    | Equipado con un modo 'Photo Pro' desarrollado por la división de cámaras Sony α. Equipado con un modo 'Cinema Pro' desarrollado por la división cinematográfica CineAlta. |
| Sony Xperia 10 III | XQ-BT52 SO-52B SOG04 A102SO XQ-BT44 | 27 de agosto de 2021    | Es el primer celular de gama media de Xperia compatible con la red 5G. |
| Sony Xperia 5 III  | XQ-BQ52 XQ-BQ62 XQ-BQ72             | 8 de octubre de 2021    | Las mejoras de software incluyen Eye AF en tiempo real y Optical SteadyShot.                                                                                              |
| Sony Xperia Pro-I  | XQ-BE62 XQ-BE72                     | 15 de diciembre de 2021 | Las cámaras son capaces de grabar video 4K a hasta 120 FPS y video 1080p a hasta 240 FPS. El teléfono también tiene salida RAW de 12 bits.                                |

### Tabletas

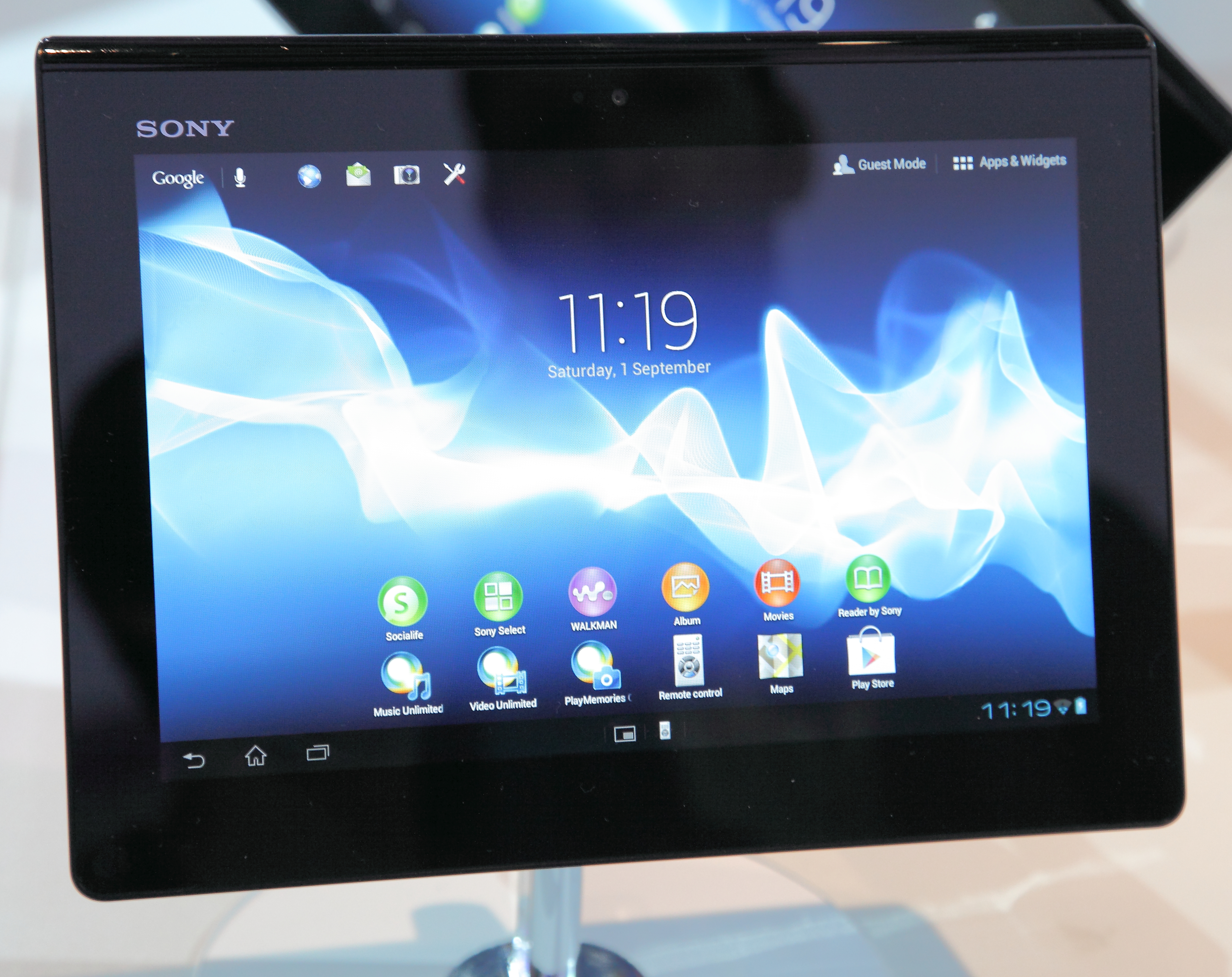
Xperia Tablet S

- Sony Xperia Tablet S[3] - Lanzada en septiembre de 2012, con Android 4.0.3/4.1.3
- Sony Xperia Tablet Z[15] - Lanzada en febrero de 2013, con Android 4.1 y su primera tableta acuática, hasta 1 metro durante 30 minutos máximo
- Sony Xperia Tablet Z2 - Lanzada el 24 de febrero de 2014, con Android 4.4
- Sony Xperia Tablet Z3 Compact - Lanzada el 3 de septiembre de 2014, con Android 4.4
- Sony Xperia Z4 Tablet - Lanzada el 2 de marzo de 2015, con Android 5.0